# Mississippi John Hurt

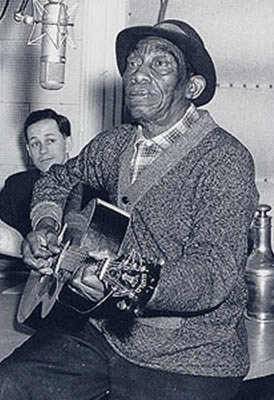
Mississippi John Hurt 1964

John Smith Hurt, besser bekannt als Mississippi John Hurt (* 8. März 1892 in Teoc, Carroll County, Mississippi; † 2. November 1966 in Grenada, Mississippi) war ein Blues-Sänger und Gitarrist.

## Leben
Aufgewachsen in Avalon, Mississippi, lernte John Hurt mit etwa 10 Jahren Gitarre zu spielen. Während seiner Jugendzeit spielte er häufig für seine Freunde und auf Tanzveranstaltungen. Seinen Lebensunterhalt verdiente Hurt als Farmarbeiter.
1916 war er für fünf Monate Gleisbauarbeiter. Hier lernte er von einem Caller namens Walter Jackson eine A-cappella-Version des später aufgenommenen Spike Driver Blues – einer Variante der Ballade John Henry – kennen.
John Hurt musizierte bei einer Gelegenheit mit dem Fiddle-Spieler Willie Narmour, der ihn bei Okeh Records empfahl. In der Folge hatte Hurt 1928 zwei Aufnahmesitzungen für das Plattenlabel, und zwar im Februar in Memphis, Tennessee, und im Dezember in New York. Bei dieser Gelegenheit wurde von den Managern der Plattenfirma aus Werbegründen auch das „Mississippi“ vor den Namen des Musikers gestellt. Ursprünglich wurden nur sieben Titel veröffentlicht, die jedoch kommerziell wenig erfolgreich waren. Gleich wie bei vielen anderen Musikern auch beendete die Weltwirtschaftskrise seine Karriere als Musiker für lange Zeit. Hurt verschwand aus der Öffentlichkeit und arbeitete wieder als Landwirt und Landarbeiter. Auch spielte er weiter als Unterhaltungsmusiker bei lokalen Veranstaltungen.
In den 1950er und frühen 1960er Jahren kam es in den USA im Rahmen des „Folk Revivals“ zu einem erneuten Interesse an den frühen Folk-, Blues- und Countryaufnahmen aus den 1920er Jahren. 1963 hörte der Musikforscher Tom Hoskins den im Jahre 1928 aufgenommenen Avalon Blues von John Hurt. Anhand des Textes konnte Hoskins vermuten, dass es sich bei Avalon um die Heimat des Musikers handelte: „Avalon's my hometown / Always on my mind ...“ Zu diesem Zeitpunkt war unbekannt, wo und ob der Musiker überhaupt noch lebte. Da damals aktuelle Karten den Ort Avalon nicht verzeichneten, machte Hoskins das Dorf mit Hilfe von historischen Landkarten ausfindig. Er konnte Hurt aufspüren und überredete ihn zu neuen Aufnahmen, die in Washington eingespielt wurden. Noch im gleichen Jahr trat Hurt auch auf dem Newport Folk Festival auf.
Hierauf genoss Mississippi John Hurt während seiner letzten drei Lebensjahre eine enorme Popularität, spielte in Konzerthallen, Hochschulen und Bars und nahm mehrere Alben auf. Der Musiker starb im 75. Lebensjahr am 2. November 1966 infolge eines Herzinfarktes.

## Werk

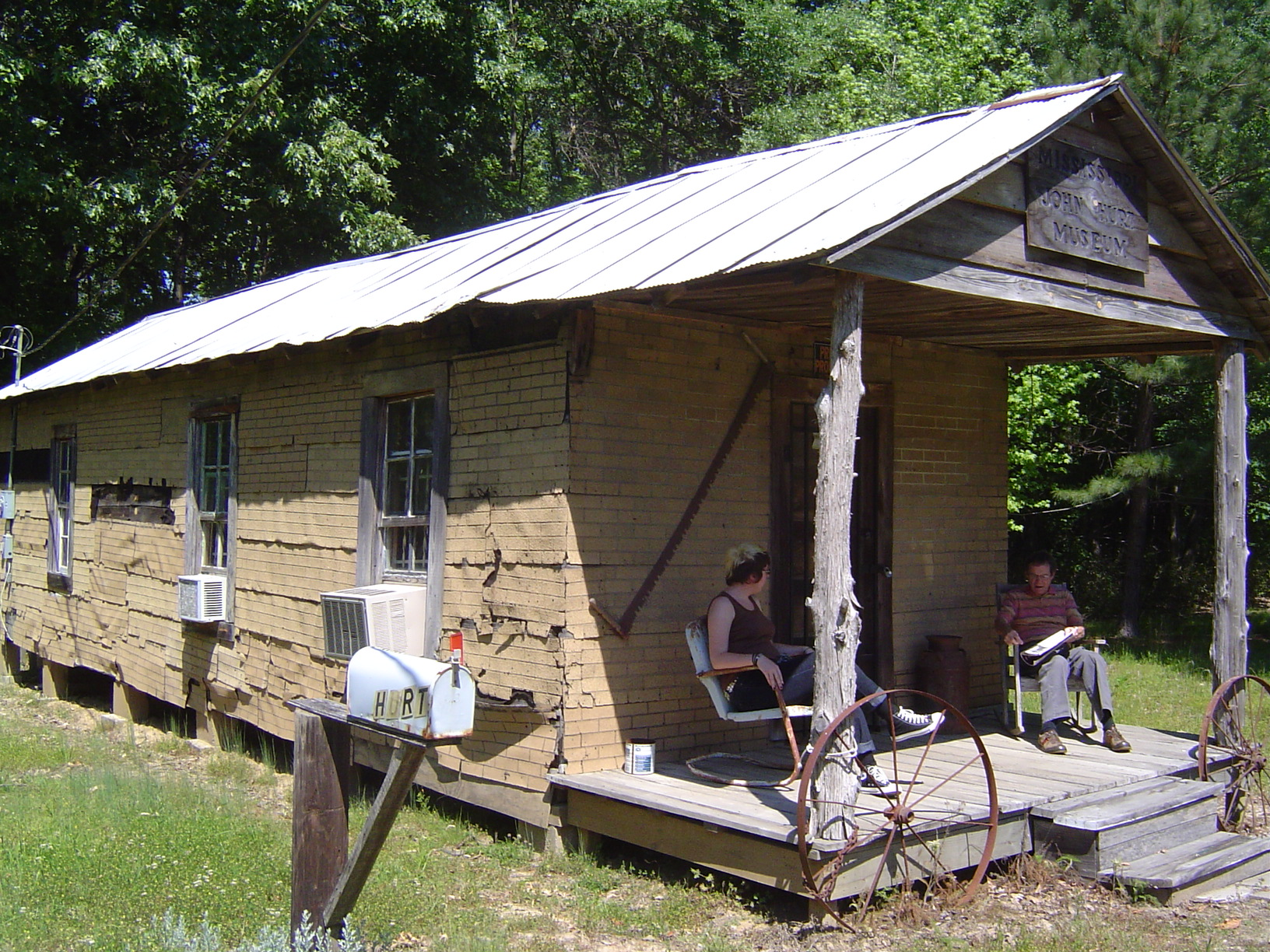
Mississippi John Hurt-Museum in Avalon, MS

Mississippi John Hurt gilt als bekannter Vertreter des Country-Blues, im Speziellen der stilistischen Variante des Delta Blues. Sein Stil wird auch als eine subtile Mischung aus Blues, Folk und  Ragtime beschrieben. Typisch für seine Musik sind sein virtuoses Fingerpicking-Gitarrenspiel, die Fähigkeit eine Basslinie und gleichzeitig Melodie und Rhythmus-Begleitung zu spielen, sowie sein leicht und freundlich wirkender Gesang.
Einige der von Hurt komponierten und interpretierten Titel zählen heute zu den Standards im Blues-Genre, so etwa der zum Klassiker gewordene Ragtime-Song Candy Man. Zu seinen Erfolgen ist auch das von unzähligen anderen Künstlern später ebenfalls interpretierte Lied Stagger Lee zu zählen. Die auf einer wahren Begebenheit beruhende Geschichte von einem Mord in einem Saloon im Jahre 1895 existiert in verschiedenen Textversionen, doch die erstmals von Hurt im Jahre 1928 aufgenommene gilt noch heute als die „amtliche Version“.
Mississippi John Hurt wurde 1988 in die Blues Hall of Fame aufgenommen.

## Diskografie (Auswahl)
- Avalon Blues: The Complete 1928 OKeh Recordings (1996) (Columbia Roots N' Blues reissue)

1. Frankie (3:21) – 24. Februar 1928, Memphis, TN – 400221-B, OK 8560
2. Nobody's Dirty Business (2:52) – 24. Februar 1928, Memphis – 400223-B, OK 8560
3. Ain't No Tellin' (2:54) – 21. Dezember 1928, New York City, NY – 401471-A, OK 8560
4. Louis Collins (2:57) – 21. Dezember 1928, NYC – 401472-A, OK 8724
5. Avalon Blues (3:01) – 21. Dezember 1928, NYC – 401473-B, OK 8759
6. Big Leg Blues (2:50) – 21. Dezember 1928, NYC – 401474-B, unissued
7. Stack O' Lee (2:55) – 21. Dezember 1928, NYC – 401481-B, OK 8654
8. Candy Man Blues (2:44) – 21. Dezember 1928, NYC – 401483-B, OK 8654
9. Got The Blues (Can't Be Satisfied) (2:49) – 28. Dezember 1928, NYC- 401484-B, OK 8724
10. Blessed Be The Name (2:46) – 28. Dezember 1928, NYC – 401485-B, OK 8666
11. Praying On The Old Camp Ground (2:35) – 28. Dezember 1928, NYC- 401486-B, OK 8666
12. Blue Harvest Blues (2:51) – 28. Dezember 1928, NYC – 401487-A, OK 8692
13. Spike Driver Blues (3:13) – 28. Dezember 1928, NYC – 401488, OK 8692

(Genre-Zuordnung: Blues: 1., 5., 6., 9., 12.; Ragtime: 2., 3., 4., 7., 8.; :Spiritual: 10., 11.; Railroad song: 13.)
Die völlig gleiche Kompilation erschien schon (vermutlich) 1971 auf Spokane Records unter dem Titel The Original 1928 Recordings.
- Today! (1966) (Vanguard)

1. Pay Day (4:17)
2. I'm Satisfied (2:51)
3. Candy Man (2:52)
4. Make Me A Pallet On Your Floor (4:31)
5. Talking Casey (5:04)
6. Corrina, Corrina (1:47)
7. Coffee Blues (3:44)
8. Louis Collins (4:05)
9. Hot Time In The Old Town Tonight (3:29)
10. If You Don't Want Me Baby (3:18)
11. Spike Driver Blues (3:24)
12. Beulah Land (3:43)

- Last Sessions (1966) (Vanguard)

1. Poor Boy, Long Ways From Home (2:12)
2. Boys, You're Welcome (3:01)
3. Joe Turner Blues (3:29)
4. First Shot Missed Him (1:44)
5. Farther Along (3:42)
6. Funky Butt (1:56)
7. Spider, Spider (1:30)
8. Waiting For You (3:38)
9. Shortnin' Bread (2:14)
10. Trouble, I've Had It All My Days (3:02)
11. Let The Mermaids Flirt With Me (3:20)
12. Good Morning, Carrie (1:55)
13. Nobody Cares For Me (3:40)
14. All Night Long (2:43)
15. Hey, Honey, Right Away (1:59)
16. You've Got To Die (3:27)
17. Goodnight Irene (2:25)

- The Immortal Mississippi John Hurt (1967) (Vanguard)

1. Since I've Laid My Burden Down (2:43)
2. Moaning The Blues (3:12)
3. Stocktime (Buck Dance) (2:01)
4. Lazy Blues (1:26)
5. Richland Woman Blues (4:00)
6. Wise And Foolish Virgins (Tender Virgins) (2:50)
7. Hop Joint (2:05)
8. Monday Morning Blues (3:55)
9. I've Got The Blues And I Can't Be Satisfied (2:47)
10. Keep On Knocking (2:05)
11. The Chicken (1:06)
12. Stagolee (5:33)
13. Nearer my God To Thee (3:27)

(Diese drei Alben von Vanguard erschienen auf diesem Label im Jahr 2000 auch als Sammelausgabe unter dem Titel The Complete Studio Recordings.)